# کراسنا ویش
کراسنا ویش (به لهستانی:  Krasna Wieś) یک روستا در لهستان است که در گمینا بوتشکی واقع شده است.